# النشمة (المحويت)

تعديل مصدري - تعديل

النشمة هي إحدى قرى عزلة المجاديل بمديرية المحويت التابعة لمحافظة المحويت، بلغ تعداد سكانها 435 نسمة حسب تعداد اليمن لعام 2004.